# Bretagne Ladies Tour
Il Bretagne Ladies Tour è una corsa a tappe femminile di ciclismo su strada che si tiene annualmente nella regione della Bretagna, in Francia. Fa parte del Calendario internazionale femminile UCI come prova di classe 2.1 (2.2 fino al 2019).

## Storia
La corsa nasce nel 1987 con il nome di Tour du Finistère Féminin: la prima edizioni si svolge nel dipartimento del Finistère nell'arco di 4 giorni e con 49 concorrenti al via in rappresentanza di dieci squadre. Nel 1998 la corsa prende la denominazione di Tour de Bretagne Féminin, ampliando lo svolgimento delle frazioni anche al dipartimento del Morbihan; due anni dopo, nel 2000, il percorso tocca tutti i quattro dipartimenti bretoni (oltre ai citati, anche Côtes-d'Armor e Ille-et-Vilaine).
Nel 2020 la prova assume la denominazione di Bretagne Ladies Tour e la classificazione superiore (da 2.2 a 2.1), ma viene annullata a causa della pandemia di COVID-19, come anche nel 2021.

## Albo d'oro
Aggiornato all'edizione 2023.
| Anno                      | Vincitrice                            | Seconda                               | Terza                                 |
| Tour du Finistère Féminin | Tour du Finistère Féminin             | Tour du Finistère Féminin             | Tour du Finistère Féminin             |
| ------------------------- | ------------------------------------- | ------------------------------------- | ------------------------------------- |
| 1987                      | Cecile Odin                           | Francoise Leprod'homme                | Agnes Loohuis-Damveld                 |
| 1988                      | Catherine Marsal                      | Cecile Odin                           | Heidi Iratcabal                       |
| 1989                      | Catherine Marsal                      | Denise Kelly                          | Valerie Simonnet                      |
| 1990                      | non disputato                         | non disputato                         | non disputato                         |
| 1991                      | Daiva Cepeliene                       | Natalia Olsevskaja                    | Isabelle Nicoloso-Verger              |
| 1992                      | Hanka Kupfernagel                     | Luzia Zberg                           | Marion Clignet                        |
| 1993                      | Jeannie Longo                         | Marion Clignet                        | Olga Sokolova                         |
| 1994                      | Svetlana Bubnenkova                   | Catherine Marsal                      | Diana Žiliūtė                         |
| 1995                      | Jeannie Longo                         | Valentina Polkhanova                  | Marina Prudnikova                     |
| 1996                      | Marion Clignet                        | Judith Arndt                          | Zul'fija Zabirova                     |
| 1997                      | Hanka Kupfernagel                     | Rasa Polikevičiūtė                    | Yvonne McGregor                       |
| Tour de Bretagne Féminin  |                                       |                                       |                                       |
| 1998                      | Hanka Kupfernagel                     | Kathryn Watt                          | Yvonne McGregor                       |
| 1999                      | Judith Arndt                          | Gunn-Rita Dahle                       | Anne Samplonius                       |
| 2000                      | Monica Valen-Valvik                   | Ingunn Bollerud                       | Jorunn Kvaloe                         |
| 2001                      | Judith Arndt                          | Arenda Grimberg                       | Solrunn Flataas                       |
| 2002                      | non disputato                         | non disputato                         | non disputato                         |
| 2003                      | Edwige Pitel                          | Magali Le Floc`h                      | Kirsty Robb                           |
| 2004                      | Magalie Finot-Laivier                 | Daniela Fusar Poli                    | Sandrine Marcuz-Moreau                |
| 2005                      | Marina Jaunatre                       | Magali Le Floc'h                      | Edwige Pitel                          |
| 2006                      | Marina Jaunatre                       | Andrea Bosman                         | Alexandra Le Henaff-Rannou            |
| 2007                      | Marina Jaunatre                       | Karine Gautard                        | Toni Bradshaw                         |
| 2008                      | Emma Pooley                           | Joanne Kiesanowski                    | Lauren Tamayo-Franges                 |
| 2009                      | Liesbeth De Vocht                     | Marianne Vos                          | Aleksandra Burčenkova                 |
| 2011                      | Aleksandra Burčenkova                 | Karol-Ann Canuel                      | Rhae Christie Shaw                    |
| 2012                      | Anna van der Breggen                  | Sofie De Vuyst                        | Aude Biannic                          |
| 2013                      | Audrey Cordon                         | Thalita de Jong                       | Svetlana Bubnenkova                   |
| 2014                      | Elisa Longo Borghini                  | Audrey Cordon                         | Doris Schweizer                       |
| 2015                      | Ilaria Sanguineti                     | Christine Majerus                     | Tat'jana Antošina                     |
| 2016                      | Arlenis Sierra                        | Ann-Sophie Duyck                      | Claire Rose                           |
| 2017-18                   | non disputato                         | non disputato                         | non disputato                         |
| 2019                      | Audrey Cordon-Ragot                   | Kirsten Wild                          | Juliette Labous                       |
| Bretagne Ladies Tour      |                                       |                                       |                                       |
| 2020-21                   | annullato per la pandemia di COVID-19 | annullato per la pandemia di COVID-19 | annullato per la pandemia di COVID-19 |
| 2022                      | Vittoria Guazzini                     | Cédrine Kerbaol                       | Ally Wollaston                        |
| 2023                      | Grace Brown                           | Coralie Demay                         | Alessia Vigilia                       |